# Roann (Indiana)
Roann es un pueblo ubicado en el condado de Wabash en el estado estadounidense de Indiana. En el Censo de 2010 tenía una población de 479 habitantes y una densidad poblacional de 811,15 personas por km².

## Geografía
Roann se encuentra ubicado en las coordenadas 40°54′40″N 85°55′28″O / 40.91111, -85.92444. Según la Oficina del Censo de los Estados Unidos, Roann tiene una superficie total de 0.59 km², de la cual 0.59 km² corresponden a tierra firme y (0%) 0 km² es agua.

## Demografía
Según el censo de 2010, había 479 personas residiendo en Roann. La densidad de población era de 811,15 hab./km². De los 479 habitantes, Roann estaba compuesto por el 98.54% blancos, el 0% eran afroamericanos, el 0.63% eran amerindios, el 0.42% eran asiáticos, el 0% eran isleños del Pacífico, el 0% eran de otras razas y el 0.42% pertenecían a dos o más razas. Del total de la población el 0% eran hispanos o latinos de cualquier raza.